# Мића Станковић
Мића Станковић (Равна Бања, 28. фебруар 1965) je редовни професор на Природно-математичком факултету у Нишу.

## Биографија
Рођен је 28. фебруара 1965. године у Равној Бањи код Медвеђе. Основну школу је завршио у Лебану, а средњу, смер математичко-технички, у Лесковцу. Дипломирао је 1990. године на групи за математику у Нишу на Филозофском факултету. Магистрирао је 1996. године на тему Геодезијска пресликавања Риманових простора и уопштења. Исте године је изабран у звање асастента на Филозофском факултету у Нишу, смер за математику. Докторирао је 2001. године на Нишком универзитету на тему Нека пресликавања простора несиметричне афине конекције. Исте године изабран у звање доцента на Природно-математичком факултету у Нишу. Био је председник oпштинe Лебане од 2004. до 2013. године.